# Bamenda
Bamenda, také známá jako Abakwa a Mankon Town, je město v severozápadním Kamerunu. Ve městě žije přibližně 500 000 obyvatel a je vzdáleno 366 km severozápadně od hlavního města Yaoundé. Bamenda je známá studeným podnebím a umístěním v malebném kopcovitém terénu.

## Historie
Město vzniklo spojením sedmi vesnic - Mankon, Mendakwe, Nkwen, Chomba, Mbatu, Nsongwa a Bandzah.
Hlavní etnickou skupinou v Bamendě jsou Tikarové. Tikarové v minulosti čelili nájezdům skupin z okolních kopců a v 18. století se připojili k obrannému svazu skupin mluvících jazykem Mbum.
Ke konci 19. století Bamenda podléhala německým kolonialistům, což je dodnes patrné na některých stavbách ve městě, např. na pevnosti, která je dnes využívána jako vrchní soud v Bamendě. Po porážce Německa v 1. světové válce rozdělila Společnost národů německé koloniální teritorium mezi vítězné státy. Bamenda spadala do západního Kamerunu (dnes zahrnuje severozápadní a jihozápadní oblasti Kamerun), který byl spravován společně s Nigérii jako britský protektorát až do roku 1961. V tomto roce byla oblast po referendu připojena k už tehdy nezávislé republice Kamerun.
Dnes mluví většina obyvatel města anglicky a Kamerunská pidgin angličtina je hlavním jazykem používaným v obchodech a ulicích Bamendy. Některé politické nátlakové skupiny ve městě podporují oddělení od zbytku Kamerunu, ve kterém se mluví francouzsky.

## Ekonomika
Bamenda je regionálním centrem a má mnoho obchodů, bank a úřadů. V hospodářství je hlavní zpracování zemědělských plodin (káva), potravinářství, řemeslná výroba, vzdělávání, turismus, stavebnictví a doprava. Místní muzea a obchody ukazují širokou paletu místních výrobků (košíku, korálků a dřevěných nebo bronzových sošek).
Město má silniční spojení s městy Yaoundé a Douala.